# Adelges corticalis
Adelges corticalis är en insektsart som först beskrevs av Johann Heinrich Kaltenbach 1843.  Adelges corticalis ingår i släktet Adelges och familjen barrlöss. Inga underarter finns listade i Catalogue of Life.